# Lista de companhias petrolíferas
Esta é uma lista de companhias petrolíferas de exploração e produção (indústria petrolífera). Esta lista não inclui as empresas envolvidas em apenas refino e distribuição.

## África
- Sonatrach
- Sonangol E.P.

## Ásia
- AIOC
- SOCAR
- Nobel Oil Group
- Myanma Oil and Gas Enterprise
- CNOOC
- CNPC
- PetroChina
- Sinopec
- Gujarat State Petroleum Corporation
- ONGC
- Oil India
- Essar Oil
- Reliance Industries
- Cairn India
- MedcoEnergi
- Pertamina
- PT Lapindo Brantas
- National Iranian Oil Company
- North Oil Company
- South Oil Company
- Missan Oil Company
- Midland Oil Company
- Delek Group
- Isramco
- Modiin Energy
- Inpex
- JAPEX
- Nippon Oil
- KazMunayGas
- Kuwait Oil Company
- Consolidated Contractors Company
- Petronas
- Petroleum Development Oman
- Oil and Gas Development Company Limited
- Pakistan Petroleum
- Pakistan Oilfields
- Mari Gas Company
- Petron
- Philippine National Oil Company
- Qatar Petroleum
- Saudi Aramco
- Singapore Petroleum Company
- Ceylon Petroleum Corporation
- Korea National Oil Corporation
- Korea Gas Corporation
- Taiwan Chinese Petroleum
- PTT
- Thai Oil
- Timor GAP
- Türkiye Petrolleri Anonim Ortaklığı
- Çalık Enerji
- ADNOC
- ENOC
- Petrovietnam
- Vietsovpetro

## Europa
- OMV
- INA – Industrija Nafte
- DONG Energy
- Atlantic Petroleum
- Total
- Engie
- RWE Dea
- Wintershall
- Hellenic Petroleum
- MOL Group
- Maxol
- Agip/Eni
- API/IP
- Edison
- Erg
- Saras
- Ascom Group
- / Shell
- Bayerngas
- Noreco
- Norse Energy
- Rocksource
- Statoil
- / Questerre
- Grupa Lotos
- PGNiG
- PKN Orlen
- Galp Energia
- Partex Oil and Gas
- Rompetrol
- Gazprom Neft
- LUKoil
- Rosneft
- CEPSA
- Repsol
- Lundin Petroleum
- BG Group
- British Petroleum
- Centrica plc
- / Perenco

## América do Norte
- Imperial Oil
- Suncor Energy
- Pemex
- Apache Corporation
- Chevron
- ConocoPhillips
- Devon Energy
- ExxonMobil
- Hess Corporation
- Koch Industries
- Occidental Petroleum
- Shell Oil Company

## Oceania
- AWE
- BHP Billiton
- Santos
- Woodside Petroleum
- Origin Energy

## América do Sul
- Bridas Corporation
- Enarsa
- YPF
- YPFB
- Petrobras
- Dommo
- Ipiranga
- PRIO
- 3R Petroleum
- PetroRecôncavo
- Empresa Nacional del Petróleo
- Empresas Copec
- Ecopetrol
- Petroecuador
- Petróleos Paraguayos
- Petroperú
- ANCAP
- PDVSA